# لانمطية نووية

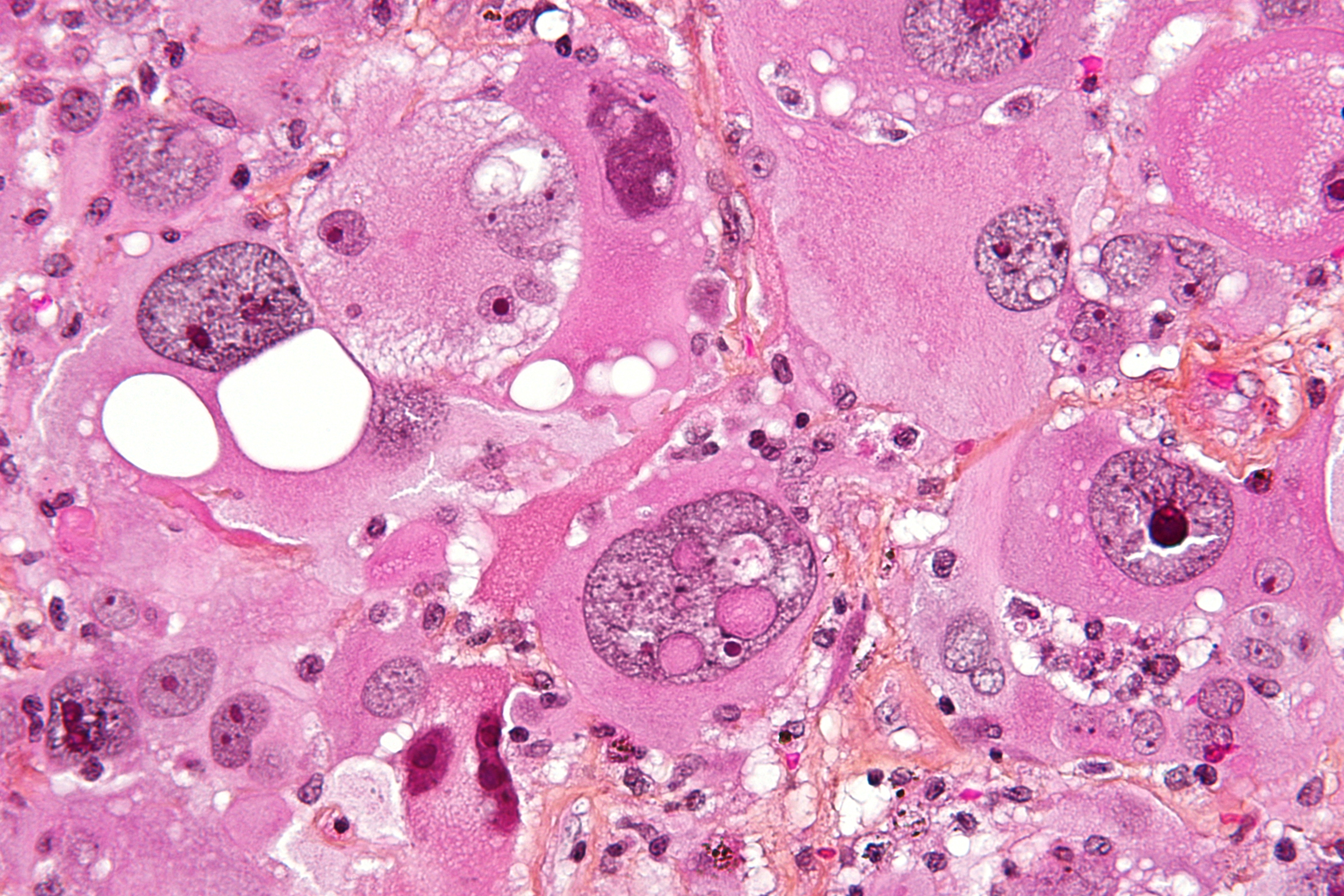
صورة مجهرية توضح اللانمطية النووية القصوى في السرطان (الورم الأرومي الدبقي). خزعة دماغية. ملون هيماتوكسيلين فلوكسين زعفران (HPS stain).

اللانمطية النووية تشير إلى الظهور غير الطبيعي لـ أنوية الخلايا. وهو مصطلح يُستخدم في علم أمراض الخلايا وعلم أمراض الأنسجة. وغالبًا، تكون الأنوية اللانمطية متعددة الأشكال.
ويمكن رؤية اللانمطية النووية في التغييرات التفاعلية والتغييرات الورمية والخباثة. وتُعتبر اللانمطية النووية القصوى، في معظم الحالات، مؤشرًا للخباثة.